# Broskowszczyzna
Broskowszczyzna (lit. Bruškiškės; pol. hist. Bruskowszczyzna) – wieś na Litwie, w okręgu wileńskim, w rejonie wileńskim, w gminie Rukojnie.

## Historia
W XIX i w początkach XX w. położona była w Rosji, w guberni wileńskiej, w powiecie wileńskim, w gminie Rukojnie. Była wówczas siedzibą okręgu wiejskiego. Po I wojnie światowej pod administracją polską, w Zarządzie Cywilnym Ziem Wschodnich. W latach 1920–1922 w składzie Litwy Środkowej.
Od 11 kwietnia 1922 leżała w Polsce, w województwie wileńskim, w powiecie wileńsko-trockim, do 1 kwietnia 1927 w gminie Rukojnie, następnie w gminie Szumsk. W 1931 miejscowość liczyła:
- wieś – 84 mieszkańców, zamieszkałych w 13 budynkach,
- zaścianek – 48 mieszkańców, zamieszkałych w 6 budynkach[2].

Po II wojnie światowej w granicach Związku Sowieckiego. Od 1991 na niepodległej Litwie.

## Miejsce pamięci
Na cmentarzu w Broskowszczyźnie znajduje się grób nieznanego żołnierza Armii Krajowej.